# Mikołaj Zebrzydowski
Mikołaj Zebrzydowski (1553-1620), voïvode de Lublin (1589), grand maréchal de la Couronne (en) (1596-1600), voïvode de Cracovie (1601). Célèbre pour avoir fomenté une rébellion armée contre le roi Sigismond III. Profondément religieux, il finance la construction du monastère de Kalwaria Zebrzydowska, considéré de nos jours comme l'un des lieux de pèlerinage les plus importants de Pologne.

## Jeunesse
Mikołaj Zebrzydowski né en 1553 à Cracovie, au sein de la puissante et influente famille Zebrzydowski (en). Son grand-père Jan Zebrzydowski est rotmistrz, son père, Florian, est castellan de Oświęcim et Lublin, et hetman de la Couronne. La mère de Mikołaj, Zofia (née Dzik), est issue de la petite noblesse (szlachta). Mikołaj est leur seul enfant connu.
De 1565 à 1569, il étudie au collège jésuite de Braniewo. Il prend part à la lutte d'Étienne Báthory contre la rébellion de Dantzig en 1577 et contre le tsarat de Russie. Dans la campagne de Livonie, Mikołaj Zebrzydowski est rittmeister d'un régiment de hussards et participe à de nombreuses batailles. En 1582, de retour en Pologne il est nommé staroste de Stężyca et en 1585, staroste de Cracovie.

## Politique
Pendant l'élection royale de 1587, il soutient la candidature de Sigismond Vasa et soutient financièrement la faction Vasa pendant la guerre de guerre de succession qui suit cette élection. Après le conflit, il est nommé voïvode de Lublin et hetman de la Couronne. En 1595, Zebrzydowski participe au raid de Jan Zamoyski en Moldavie. En 1601, il est nommé voïvode de Cracovie.

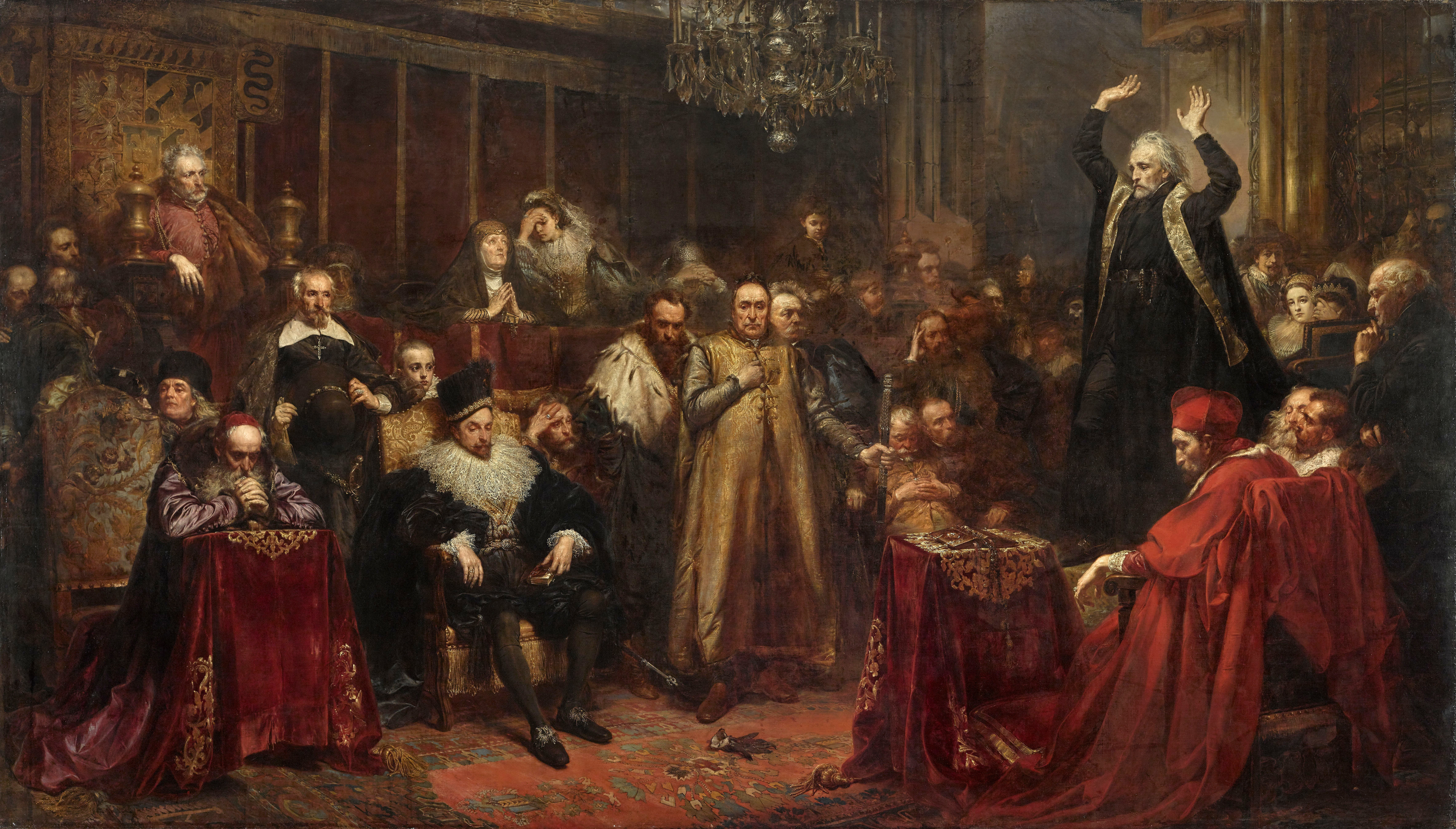
Le Sermon de Skarga, par Jan Matejko. Zebrzydowski se tient dans le centre, à gauche de Janusz Radziwiłł, en robe dorée

Vers 1605, déçu des tentatives de Sigismond d'affaiblir la noblesse pour renforcer le pouvoir royal, Zebrzydowski s'oppose désormais à lui lorsque celui-ci tente de réformer l'administration et le trésor et de créer une armée permanente. Le 16 février 1606, estimant que ces réformes sont une menace pour la Liberté dorée, il exprime son opposition lors d'une réunion de la Diétine (littéralement petite Diète) à Cracovie. Il déclare que la Patrie est en danger et appelle la noblesse à se rassembler pour empêcher le roi de prendre le contrôle de la Diète. Son discours est chaleureusement accueilli. Le 23 février, la Diétine de Petite-Pologne, réunie à Nowy Korczyn, rejette les plans de Sigismond, exhortant la noblesse de Pologne-Lituanie à se rassembler le 9 avril suivant.

## La rébellion
Réunie à Stężyca, la noblesse n'a aucune idée sur la façon de combattre le roi. Une autre réunion est organisée à Lublin, le 5 juin, puis une autre à Sandomierz le 6 août, tandis que les partisans de Sigismond se réunissent non loin de là, à Wislica. Les deux camps dressent des listes de leurs revendications, appelés les billets de Wislica'' et les billets de Sandomierz. Après que le roi ait rejeté les billets de Sandomierz, les rebelles appellent à une Pospolite ruszenie (levée en masse). La rébellion est finalement vaincue à la bataille de Guzów (en) le 6 juillet 1607 et Zebrzydowski fait la paix avec le roi le 24 août 1608 à Cracovie.

## Fin de vie
Mikołaj Zebrzydowski joue encore un rôle mineur dans la politique polonaise. Il ne participe pas à la guerre polono-moscovite (1605-1618), se contentant d'envoyer quelques centaines de soldats pour garder la frontière avec la Transylvanie pour prévenir une éventuelle invasion de Gabriel Báthory. Il apparaît encore à la Diète en 1613 et 1615, soutenant publiquement le roi. Après la mort de sa femme, il se retire peu à peu au monastère de Kalwaria Zebrzydowska dont il avait financé la construction en 1602.

## Mariage et descendance
En 1583, il épouse Zofia Herburt, avec qui il a quatre enfants :
- Anna, nonne à Cracovie
- Agnieszka, nonne à Cracovie
- Jan Zebrzydowski (pl) (vers 1583-1641),
- Zofia, épouse de Maciej Smogulecki, staroste de Bydgoszcz, puis de Stanisław Niemojewski, castellan de Chełm